# حرية التعبير في وسائل الإعلام خلال الحرب الأهلية الليبية 2011
تصف حرية التعبير في وسائل الإعلام أثناء الحرب الأهلية الليبية قدرة وسائل الإعلام المحلية والدولية على نقل الأخبار داخل ليبيا بعيدًا عن التدخل والرقابة أثناء الحرب الأهلية.

يعطي هذا الموجز من قناة الجزيرة فكرة عما كانت عليه الحرب الإعلامية اعتبارًا من 12 مارس:
 عندما بدأت الاحتجاجات في ليبيا لأول مرة، كان الوجود الإعلامي نادرًا، لذلك تم تصفية الخبر عبر وسائل التواصل الاجتماعي بفضل الصحفيين المواطنين الشجعان. ثم، وعندما اشتد القتال، ازدادت أعداد وسائل الإعلام العالمية بشكل كبير. الآن هناك جحافل من الفرق الإخبارية الدولية مع قوات المتمردين أو ينشرون التقارير من عاصمة البلاد ومعقل القذافي، طرابلس.

 هناك تناغم بين الروايات المتنافسة القادمة من ليبيا. من الدعاية على التلفزيون الذي تديره الدولة في البلاد، إلى الدعاية في الإذاعة التي يسيطر عليها المتمردون، إلى التقارير الدولية ذات جدول الأعمال الواضح، وهو ما يجعلك في حيرة.

## ظروف الإعلام قبل الحرب الأهلية
وفقًا لمراجعة بي بي سي لوسائل الإعلام الليبية اعتبارًا من مارس 2011، فإن «الدولة تسيطر بشدة على وسائل الإعلام»، وأن «الهيئة العامة لإذاعات الجماهيرية العظمى هي هيئة الإذاعة الحكومية»، و«معظم الصحف الليبية مملوكة بشكل مباشر أو غير مباشر للحكومة».
سمحت الحكومة الليبية لوسائل الإعلام غير الحكومية في عام 2007، مما أدى إلى إطلاق الصحف وخدمة القنوات الفضائية من قبل شركة تابعة لأحد أبناء العقيد القذافي. لكن تأميم هذه المشاريع في عام 2009 كان إيذانًا بنهاية سنوات عديدة من تحسين ظروف الإعلام. وفي يناير 2010، بدأت ليبيا في فرض الرقابة على الإنترنت. تم حظر موقع يوتيوب في 24 يناير بعد نشر مقاطع فيديو لمظاهرات عائلات السجناء في مدينة بنغازي، ولقطات لأفراد من عائلة معمر القذافي يحضرون حفلات. وفي الوقت نفسه تم حجب مواقع معارضة مستقلة أخرى.
في عام 2009، كان لدى ليبيا 1,1 مليون خط ثابت و5,0 مليون مشترك في الهاتف الخلوي المتنقل لكثافة مشتركة ثابتة ومتنقلة تقترب من 100 هاتف لكل 100 شخص. في عام 2009، قدم مزود خدمة واحد مملوك للحكومة الوصول إلى الإنترنت لما يقدر بنحو 5,5 في المائة من السكان.
نص القانون الليبي على حرية التعبير «في حدود المصلحة العامة ومبادئ الثورة»، ولكن حرية التعبير والصحافة في الممارسة العملية كانت مقيدة بشدة، لا سيما انتقاد المسؤولين الحكوميين أو السياسة. شملت العقوبات السجن المؤبد لنشر أخبار أو معلومات من شأنها «تشويه سمعة البلاد أو تقويض الثقة بها في الخارج»، وعقوبة الإعدام على «كل من ينشر داخل البلاد بأي وسيلة كانت نظريات أو مبادئ تهدف إلى تغيير المبادئ الأساسية من الدستور أو الهياكل الأساسية للنظام الاجتماعي أو للإطاحة بالبنى السياسية أو الاجتماعية أو الاقتصادية للدولة أو تدمير أي من الهياكل الأساسية للنظام الاجتماعي باستخدام العنف أو الإرهاب أو أي وسيلة أخرى غير قانونية». وبالنظر إلى الطبيعة الواسعة لهذه المحظورات والعقوبات القاسية المرفقة بها، مارس الصحفيون الليبيون درجة كبيرة من الرقابة الذاتية.

## التلفاز
لم يشر التلفزيون الليبي المملوك للدولة إلى الاحتجاجات المناهضة للحكومة في شرق البلاد في 16 فبراير فقد استمر في برمجته المعتادة. وأثناء نشرته الصباحية، عرض التلفزيون الليبي باستمرار مظاهرات مؤيدة للزعيم العقيد معمر القذافي، قال التلفزيون إنها نُظمت «في عموم ليبيا». كان هناك حوالي 200 إلى 300 متظاهر، غالبيتهم العظمى من الرجال، في كل احتجاج. وفي لحظة ما سمع حشد يهتف بشعارات مناهضة لقناة الجزيرة. بدأ التلفزيون ببث مظاهرة مؤيدة للقذافي على الهواء مباشرة من مدينة سرت، مسقط رأسه، في حوالي الساعة 10:00 بتوقيت جرينتش. لقد كانت أعداد المتظاهرين أكبر بكثير من اليوم السابق، حيث هتف المتظاهرون: «يا الجزيرة! أنت حقيرة». بث التلفزيون تغطية حية لخطاب القذافي مساء اليوم السابق، ندد فيه بالولايات المتحدة وحلفائها «الصهاينة» أمام حشد من المشجعين.
توقفت إشارة مشغل القمر الصناعي نايل سات ابتداءً من 23 فبراير. تضمنت المحطات التي تبث عبر القمر الصناعي قناة الحرة ومقرها الولايات المتحدة، وقناة الجزيرة التي تتخذ من قطر مقرًا، وقناة العربية، التي تتخذ من الإمارات العربية المتحدة مقرًا لها، والتي كانت تقدم تغطية حية للأحداث الأخيرة وتجري مقابلات مع السكان عبر الهاتف.
قناة ليبيا الحرة التلفزيونية، هي قناة تلفزيونية على الإنترنت أسسها محمد نبوس في بداية الحرب الأهلية الليبية لتقديم الأخبار واللقطات على الأرض من بنغازي. لقد كانت أول محطة تلفزيونية خاصة في بنغازي، شرق البلاد، وصاحبة إشارة البث التلفزيوني الوحيد من بنغازي عندما انقطع الإنترنت مع بدء الحرب. تمكنت قناة ليبيا الحرة من تجاوز الحجب الحكومي على الإنترنت من أجل بث صور حية من بنغازي للعالم. وفي 19 مارس، قُتل نبوس على يد القوات الموالية للقذافي خلال معركة بنغازي الثانية.
تلفزيون ليبيا، المعروف أيضًا باسم تلفزيون ليبيا الأحرار، هو قناة فضائية تبث من الدوحة في قطر. تم إنشاؤه في أواخر مارس 2011 من قبل المجلس الوطني الانتقالي، بعد أن قام وزير الإعلام في المجلس الوطني الانتقالي، محمود شمام، بتجنيد مجموعة صغيرة من المتطوعين عبر فيسبوك. مع المقر الرئيسي في الدوحة واستوديوهات في الدوحة وبنغازي ولندن، كان لتلفزيون ليبيا مراسلون في جميع أنحاء ليبيا. يعترف تلفزيون ليبيا بأنه أداة دعاية في محاولة لإزاحة زعيم البلاد منذ فترة طويلة، لكن مضيفي البرنامج رحبوا بالموالين للقذافي لاستدعاء وجهات نظرهم والتعبير عنها. توقعت القناة اتخاذ قرار في وقت ما في أكتوبر 2011 بشأن البقاء في الدوحة أو الانتقال إلى طرابلس. في سبتمبر 2012، كان تلفزيون ليبيا يبث من الدوحة وكان لديه استوديوهات في بنغازي وطرابلس.
قتلت الضربات الجوية لحلف شمال الأطلسي على مقر محطة تلفزيون الجماهيرية المملوكة للدولة في طرابلس ومنشآتها في 30 يوليو ثلاثة من صحفييها وجرحت 21 آخرين، بحسب تقارير للجماهيرية لم يتسن التحقق منها على الفور. قال حلف شمال الأطلسي أنه نفذ الضربات الجوية لإسكات «البث الإرهابي» للنظام ووقف «استخدامه للتلفزيون الفضائي كوسيلة لترويع الشعب الليبي والتحريض على أعمال العنف ضده».
بثت قناة العروبة، وهي محطة تلفزيونية موالية للقذافي لمالكها العراقي مشعان الطبوري، رسائل من الزعيم المخلوع ووزير الإعلام، موسى إبراهيم، بعد سقوط طرابلس في أغسطس 2011. توقفت بث العروبة والجماهيرية والشبابية منذ أواخر أغسطس 2011.

## الإذاعة
صوت ليبيا الحرة أو أحيانًا إذاعة ليبيا الحرة، هي أسماء تستخدمها العديد من المحطات الإذاعية المتحالفة مع القوات المناهضة للقذافي. بدأت المحطات العمل من مدن بنغازي، البيضاء، مصراتة في فبراير 2011. وبحسب ما ورد تعمل محطات إذاعية أخرى يسيطر عليها المتمردون في طبرق ونالوت وجادو ودرنة وزليتن. تعمل المنافذ بشكل مستقل وبرمجة منفصلة، مع أنها تشترك في أهداف متشابهة. جميع المحطات تحمل مواد تدعم المتمردين بقوة وتنتقد القذافي بشدة. إن الإخراج باللغة العربية، ويقال أيضًا أن محطة نالوت تستخدم اللغة الأمازيغية.
في مايو 2011، بدأت محطة Tribute FM باللغة الإنجليزية البث من بنغازي. لا يوجد دليل على أن هذه المحطة لها أي صلة بمحطة صوت ليبيا الحرة في نفس المدينة.
أعيد إطلاق محطة الشباب السابقة، الشبابية إف إم، تحت الاسم الجديد، الشبابية 17 فبراير إف إم، في أواخر أغسطس 2011.

## الصحف
استمرت العناوين الرئيسية في 17 فبراير في الصحف الليبية المملوكة للدولة في تسليط الضوء على المظاهرات المؤيدة للقذافي أو مشاركاته العامة. نشرت قورينا، التي كانت في السابق جزءً من مؤسسة الغد الإعلامية التابعة لسيف الإسلام القذافي ولكنها الآن مملوكة للدولة، تقريرًا متفائلًا حول استعادة النظام في بنغازي. كما تحدثت إحدى المقالات عن عائلات «شهداء 17 فبراير 2006» الذين التقوا بالزعيم الليبي وأدانوا الاحتجاجات. خصصت الصفحة الأولى للجماهيرية المملوكة للدولة للتظاهرات المؤيدة للقذافي وظهوره العلني في النادي الأهلي لكرة القدم في طرابلس في اليوم السابق، بينما تصدرت صحيفة الشمس المملوكة للدولة تغطية هذا الحدث حصريًا.
أنتجت الحرب الأهلية الليبية العديد من المجلات والصحف الجديدة، بما في ذلك الجزيرة الليبية، وانتفاضة الأحرار، والكلمة، وليبيا الحرية (قناة ليبيا الحرة)، وأخبار الآن وغيرها الكثير. وفي نهاية مارس، كان هناك نصف دزينة أو نحو ذلك من المطبوعات الجديدة. وبحلول بداية مايو، ارتفع العدد إلى 28، وبحلول أواخر مايو إلى 65، وفي أغسطس كان يزيد عن 120. حتى الآن كل الصحف أسبوعية وتقريبًا كلها باللغة العربية. إن صحيفة ليبيا بوست هي أول صحيفة باللغة الإنجليزية. ويديرها موظفون من الهواة المتحمسين إلى المحترفين. ومع العدد الكبير من المنشورات الجديدة، فقد تركت تغطية الكثير من الصراع الليبي لوسائل الإعلام الدولية مثل سي إن إن والجزيرة، ويرجع ذلك جزئيًا إلى نقص الموظفين المحترفين ذوي الخبرة، وكذلك بسبب سنوات من العيش تحت سيطرة نظام إعلامي قمعي، وجزئيًا بسبب نقص التمويل.
إن قورينا صحيفة ليبية مملوكة ملكية خاصة تنشر أسبوعيًا مطبوعة وعلى الإنترنت مقرها في بنغازي، ثاني أكبر مدينة في البلاد، وكان اسمها الأصلي قورينا. لقد كانت الصحيفة جزءً من مؤسسة الغد للإعلام المملوكة لنجل العقيد القذافي سيف الإسلام حتى تم تأميمها في عام 2009. كانت تقاريرها متعاطفة مع القذافي حتى سيطرت قوات المتمردين على بنغازي في أوائل عام 2011. بعد ذلك، صارت تورد التقارير بشكل أكثر صراحة وزعمت أنها محايدة. في 23 فبراير، وصفتها رويترز بأنها «أكثر وسائل الإعلام موثوقية في ليبيا». ومع ذلك، كانت هناك تقارير تفيد بأن المتظاهرين استولوا على الصحيفة ويُظهر موقعها على الإنترنت علم الجمهورية الليبية الذي يستخدمه المتمردون.
بعد أن دخلت قوات المعارضة إلى طرابلس في 21 أغسطس، توقف نشر الصحف المملوكة للدولة، مثل صحيفة الشمس.

## وسائل الإعلام الدولية
في بداية النزاع في أواخر فبراير وأوائل مارس 2011، كان عدد قليل من الصحفيين الدوليين يعملون في ليبيا؛ عمل هؤلاء الصحفيون تحت إشراف دقيق من قبل المسؤولين الحكوميين ولم يتمكنوا من السفر بحرية. نتيجة لذلك، اعتمدت المؤسسات الإخبارية الدولية بشكل متكرر على التقارير الهاتفية من الأشخاص الموجودين بالفعل على الأرض. وهذا بدوره يعني أن وسائل الإعلام لم تستطع التحقق من صحة الروايات بشكل مستقل وبالتالي نقلتها على أنها «ادعاءات» وليست «حقائق». استمرت القيود والمحاولات للسيطرة على وسائل الإعلام من قبل نظام القذافي حتى هربت الحكومة من طرابلس.
أرادت المعارضة بشدة أن تنقل قصتها إلى بقية العالم، وبمجرد حصولها على قاعدة إقليمية في بنغازي، تمكن المراسلون الأجانب من الانضمام إليها. كان هؤلاء المراسلون، إلى حد كبير، أحرارًا في السفر أينما كان والتحدث مع من يرغبون داخل مناطق سيطرة المعارضة. هذا القرب والحرية النسبية في الوصول إلى جانب المعارضة من الأحداث، إلى جانب التعاطف الطبيعي للصحفيين لما يرون أنه تمردات شعبية حقيقية ضد الأنظمة الاستبدادية، ساعد بلا شك المعارضة وأضر بحكومة القذافي في نشر رسائلهم الخاصة.
وبحسب مراسلون بلا حدود، تواصل السلطات الليبية وصم وسائل الإعلام الأجنبية. في 21 فبراير، أشار معمر القذافي إلى محطات التلفزة الأجنبية على أنها «كلاب ضالة»، في حين حذر وزير الخارجية من أن القوات الموالية للقذافي ستعتبر أي صحفي يدخل ليبيا بشكل غير قانوني عميلًا لتنظيم القاعدة.
في صباح يوم 4 مارس، مُنع الصحفيون الأجانب الموجودون في طرابلس من مغادرة فنادقهم. منعت عناصر الأمن كل محاولات المراسلين لمغادرة فندق ريكسوس النصر وسط العاصمة والذي كان يضم 130 صحفيًا مدعوًا من قبل الحكومة. هدد المتحدث باسم الحكومة موسى إبراهيم باعتقال كل من خرج دون إذن، وقال إن وجود الصحفيين في الشارع قد يثير أعمال عنف.
في 11 مارس، أفرجت القوات الموالية للقذافي عن المراسل البرازيلي أندري نيتو الذي يعمل بصحيفة أو إستاداو دي ساو باولو، بعد احتجازه لمدة ثمانية أيام. نيتو، الذي يتخذ من باريس مقرًا له، اعتقلته القوات الموالية للقذافي على الحدود التونسية الليبية بينما كان يحاول حل المشاكل المتعلقة بالطريقة التي دخل بها البلاد. قالت صحيفته إنه تعرض للضرب وظل معصوب العينين خلال الأيام الثمانية التي احتجز فيها في بلدة صبراتة 60 كم غرب طرابلس.
اعتقلت القوات الموالية للزعيم الليبي معمر القذافي، كبير المراسلين الدوليين لشبكة سي إن إن، نيك روبرتسون وطاقمه في 11 مارس في تاجوراء شرق طرابلس. وفقًا لروبرتسون، «لم يكن هذا اعتقالًا عرضيًا، ولم يكن هناك مصادفة محظوظة عبر فريق إخباري. لقد خططوا [عناصر القذافي] لهذا الأمر طوال الوقت». كما تم احتجاز سائق التاكسي الذي كان يقود الطاقم وروبرتسون. وفقًا لروبرتسون، فإن سائق التاكسي «لم يفعل شيئًا أكثر من توصيلنا. لم يكن لديه أدنى فكرة عن احتمال وقوعه في مشاكل». تم إطلاق سراح روبرتسون وطاقمه في وقت لاحق من نفس اليوم.
أطلق مسلحون مجهولون النار على المصور علي حسن الجابر الذي عمل في قناة الجزيرة الفضائية ومقرها قطر، في 12 مارس، في كمين على مشارف مدينة بنغازي شرق ليبيا. قالت الجزيرة إن الجابر كان عائدا إلى بنغازي بعد أن أورد تقارير في بلدة قريبة عندما فتح مسلحون النار على سيارته مما أدى إلى مقتله هو وراكب آخر. قال وضاح خنفر، المدير العام لقناة الجزيرة، إن القتل جاء بعد «حملة غير مسبوقة» ضد الشبكة شنها الزعيم الليبي معمر القذافي.
في 7 أبريل، وبعد سلسلة من الاعتقالات الفردية والترحيل في الأسابيع السابقة، قررت الحكومة الليبية ترحيل 26 صحفيًا أجنبيًا، تمت دعوتهم جميعًا إلى طرابلس، على أساس أن تأشيراتهم منتهية الصلاحية. وحتى 18 إبريل، أُطلق سراح العديد من الصحفيين المحتجزين لدى الحكومة. وبينما ظل العدد الدقيق للصحفيين المحتجزين غير معروف، كان لا يزال خمسة صحفيين أجانب على الأقل قيد الاحتجاز.
في 18 مايو، أفرجت ليبيا عن أربعة صحفيين أجانب، بعد يوم واحد من صدور حكم بالسجن لمدة عام مع وقف التنفيذ وغرامة قدرها 154 دولارًا لدخولهم ليبيا بشكل غير قانوني. اعتقل جيش معمر القذافي الصحفيين البريطانيين والإسبان واثنان من الأمريكيين في 4 أبريل واحتجزوا لمدة ستة أسابيع. عمل الصحفيون في نيويورك تايمز، وغلوبال بوست، وذي أتلانتيك، ويو إس إيه توداي، وبي بي سي.
بينما أورد صحفيون أجانب من المناطق التي تسيطر عليها المعارضة تقاريرهم بحرية نسبية، كانت هناك تقارير منتظمة عن قيام مقاتلي المعارضة بمنع المراسلين من تغطية الأحداث التي اعتبروها محرجة. بدا أن مثل هذه الحوادث قد ازدادت في مايو ويونيو مع توقف خطة الإطاحة بالقذافي. على سبيل المثال، ففي جيب مصراتة للمعارضة، على بعد 188 كيلومترًا (117 ميلًا) من طرابلس، منع مسؤولو المعارضة الصحفيين من السفر إلى الجبهة وطالبوهم باستخدام مترجمين «معتمدين» فقط، وهو شرط لم يُفرض في مناطق أخرى خاضعة لسيطرة المعارضة.
في 24 أغسطس، اختطف الموالون للقذافي أربعة صحفيين إيطاليين على الطريق المؤدي إلى الزاوية، حوالي 40 كم غرب طرابلس ونقلوهم إلى شقة في العاصمة. قتل خاطفوهم سائقهم الليبي أمامهم. قال الصحفيون إنهم تعرضوا للعنف وأن معداتهم وموادهم قد صودرت. لقد وقع اختطافهم عشية زيارة محمود جبريل رئيس وزراء المجلس الوطني الانتقالي المعارض إلى إيطاليا للقاء رئيس الوزراء الإيطالي سيلفيو برلسكوني. أطلق خاطفوهم سراح الصحفيين الأربعة في اليوم التالي.
أصيب سبعة صحفيين أجانب في أواخر أغسطس وسبتمبر. تعرض الصحفي الروسي أورخان جمال، من صحيفة إزفستيا اليومية، لإصابة في الساق لم تكن مهددة للحياة أثناء القتال في طرابلس في 22 أغسطس. أصيب مصور باري ماتش ألفارو كانوفاس برصاصة في فخذه أثناء تغطيته لهجوم للمتمردين في طرابلس في 23 أغسطس. تم إطلاق النار على مصور فرنسا 2 برونو جيرودون بالقرب من مجمع باب العزيزية في طرابلس في 24 أغسطس.
في 16 سبتمبر أصيب محمد بلوط، وهو صحفي يحمل الجنسيتين الفرنسية واللبنانية ويعمل في بي بي سي، في بني وليد عندما قتلت طلقة أطلقها قناص موال للقذافي رجلًا، ومرت بجثة رجل آخر، وأصابت محمد تحت ذراعه في فجوة في سترته الواقية من الرصاص أصيب المصور الفرنسي المستقل أوليفييه سربيل بشظية من انفجار قذيفة تسببت جروح خطيرة في الوجه والذراعين والساقين خلال القتال بين القوات الموالية والقوات المناهضة للقذافي في 17 سبتمبر في سرت.

## الإنترنت
اعتقلت الشرطة الليبيّة في الفاتح من شباط/فبراير 2011 الكاتب والمعلق السياسي جمال الحجي، الذي كان قد دعا عبر الإنترنت إلى احتجاجاتٍ سلمية في ليبيا. ألقت الشرطة في بداية الانتفاضة أيضًا القبض على مدير موقع إيراسا الإخباري المحلي تقي الدين الشلوي ورئيس تحريره عبد الفتاح بورواق، كما اعتقلت المدون محمد العشم المسماري بعد أن كتب عن المظاهرات لهيئة الإذاعة البريطانية والجزيرة. بحلول الثامن عشر من شباط/فبراير وهو اليوم التالي للاحتجاجات الشعبيّة التي تحولت فيما بعدُ إلى حرب أهلية، قطع النظام الليبي الإنترنت لفترة قصيرة ثمّ أعادهُ بعد نحو ستّ ساعات. تعطّلت حركة الإنترنت لعدة ساعات يوم التاسع عشر من شباط/فبراير ومرة أخرى في اليوم التالي. ارتفعت الحركة خلال الأيام القليلة المقبلة إلى مستويات شبه عادية. في 22 فبراير، قامت شركة إكس إس فور آل (بالإنجليزية: XS4ALL) وهي مزود خدمة إنترنت تتخذُ من هولندا مقرًا لهافي الثاني والعشرين من شباط/فبراير بإتاحة خطوط المودم الخاصة بها مجانًا.
توقّفت حركة الإنترنت فعليًا على الساعة السادسة صباحًا من يوم الثالث من آذار/مارس، باستثناء كمية محدودة جدًا من حركة المرور المحمولة على روابط الأقمار الصناعيّة، وذلك عندما قطعت الحكومة كابل الألياف الضوئية الأساسي تحت الماء الذي يمتد على طول الساحل ويربط الشبكات في الشرق بخوادم في الغرب من البلاد. اعتقد المهندسون أن القطع حدث بين مدينتي مصراتة والخمس، ويُمكن أن يكون قطعًا ماديًا أو إلكترونيًا.
بدأت حركة الإنترنت في العاشر من تموز/يوليو في العودة مرة أخرى، وبعد قطعٍ قصيرٍ في 15 يوليو، وصلت إلى ما يقرب من 15% من مستوياتها السابقة. أعلنَ نظام القذافي في الثاني عشر من آب/أغسطس أن «أي مواطن يمتلك هاتف الثريا [هاتف ساتلي] يجب أن يحمل تصريحًا باستخدامه وفقًا للقوانين واللوائح وإلا سيُعاقب وفقًا للقانون الذي يجرم التواصل مع العدو في زمن الحرب، وتنصُّ على عقوبات تصل إلى الإعدام.» بَعْدَ الثاني والعشرين من آب/أغسطس وهو اليوم الذي سقطت فيه العاصِمة طرابلس في أيدي الجماعات الثوريّة والمتمردة، بدأت حركة الإنترنت في الزيادة مرة أخرى وبحلول الثاني من أيلول/سبتمبر وصلت إلى مستويات يوميّة تزيدُ عن 50% على اعتبار أنها كانت تصلُ إلى 75% في فترة ما قبل الحرب.
تُستخدم شبكات التواصل الاجتماعي بطريقتين مختلفتين أثناء النزاعات: كأدوات تنظيم ومنصات إذاعية. خلال الحرب الأهلية في ليبيا، كان التركيز على البثّ إلى بقية العالم، لأن عددًا قليلاً نسبيًا من الليبيين (5%) لديهم إمكانية الوصول إلى الإنترنت، على اعتبار أن الإنترنت كان يُصفَّى بالفعل من قِبل الحكومة قبل بدء الاحتجاجات. قدَّم الصحفيون المواطنون بديلًا لوسائل الإعلام الرسمية في تصويرهم للاحتجاجات والاضطرابات في جميع أنحاء البلاد. وبينما لم تعرض وسائل الإعلام الرسمية سوى الاحتجاجات المؤيدة للقذافي، فإن الصور ومقاطع الفيديو من الهواتف المحمولة التي شقت طريقها من ليبيا إلى صفحات فيسبوك تحكي قصة مختلفة. عندما حُظر فيسبوك وتويتر داخل الدولة، تمكن المستخدمون من التحايل على القيود باستخدام اتصالات الأقمار الصناعيّة وخوادم بروكسي ووسائل أخرى. قام العديد من المواطنين الآخرين المناهضين للحكومة بتجميع مقاطع فيديو الهواة والصور وغيرها من مصادر الإعلام على مواقع الويب لمواصلة الاحتجاج.
في وقت مبكر من الانتفاضة، عَبَرَ بعضُ النشطاء إلى مصر – التي كانت تشهدُ هي الأخرى احتجاجات مناهضة للنظام في إطار ثورات الربيع العربي – لنشر مقاطع فيديو وصور على الإنترنت التُقطت بهواتف محمولة أو تغريد أخبار حول الأحداث في البلاد. قدمت مجموعة القراصنة أنونيموس لليبيين أدوات للالتفاف على الرقابة، وبحسب ما ورد فقد تمكَّن بعض أعضائها من إنشاء شبكات موازية. ساعدت المجموعة أيضًا الأشخاص في نقل الصور ومقاطع الفيديو. استخدم الناتو تويتر وفيسبوك ويوتيوب ووسائل إعلام أخرى عبر الإنترنت كجزء من مجموعةٍ واسعةٍ من مصادر المعلومات، بدءً من الطائرات بدون طيار إلى الأخبار التلفزيونية، للمساعدة في تحديد الأهداف المحتملة للضربات الجوية في ليبيا وتقييم نجاحها.